# Kernstok Károly (festő, 1873–1940)
Kernstok Károly, Kernstok Károly József, névváltozat: Kernstock (Budapest, 1873. december 23. – Budapest, 1940. június 10.) magyar festő- és grafikusművész, a magyar avantgárd egyik tehetséges képviselője, ifj. Kernstok Károly festőművész apja.

## Életpályája
Kernstok Károly építész és Kellendorfer Mária elsőszülött fiaként született. Tanulmányait az Iparművészeti Iskolában kezdte. 1892-től Münchenben Hollósy Simonnál, 1893–1895-ben a párizsi Julian Akadémián tanult. 1896-ban hazatért és három évig a Benczúr Gyula mesteriskolájának növendéke lett. 1899. november 5-én Kispesten feleségül vette Ujváry Ilonát, Ujváry Ignác orvos és Kernstoch Katalin lányát. (Neje 1925. október 6-án 53 éves korában Budapesten elhunyt.) 1901 elején felvették a Reform szabadkőműves páholyba, de később átlépett a Petőfi, majd a Március páholyba. 1906-ban Párizsba utazott, ahol megismerkedett az új stílus irányzatokkal. 1907-ben alapítója lett a Nyolcak csoportjának. 1919-ben a Tanácsköztársaság művészetpolitikai, és a képzőművészeti szabadiskola vezetője volt. A bukás után Berlinbe emigrált, ahol 1926-ig élt, majd visszatért Budapestre, de ideje nagy részét Nyergesújfalun töltötte. Gyakori vendég volt a Szolnoki művésztelepen is. A Képzőművészek Új Társasága (KUT) művésztanácsának elnöke volt.

## Munkássága
Kernstok Károly a modern festői törekvések egyik fő képviselője, kétségkívül a 20. század elejének legnagyobb jelentőségű, meghatározó egyéniségű, új utakat kereső festője. Pályafutásának kezdetén még naturalista képeket festett. Párizsi utazásai a kor ottani új törekvéseivel ismertették meg, ezek az új irányzatok nagy hatással voltak rá, meghatározták későbbi festészetét.
Kifejezésmódja egyedi, alakjai szinte szoborszerűek. Korai műveiben még a színek harmóniáján van a fő hangsúly. Hamarosan megjelennek művein a rajzos elemek, a tömör formák, az erőteljes színek. Párizsban csatlakozott a Vadak (Fauves) csoportjához. Ez a csoport volt a kubizmus előfutára. Jogosan emlegetik mint a Nyolcak csoportjának egyik legjelentősebb képviselőjét. Akkoriban Párizs volt a művészetek forradalmi csomópontja. Kernstok a többi magyar művésszel együtt innen hozta be Magyarországra az ottani törekvéseket, mint a kubizmus vagy a fauvizmus. Mindezek későbbi képein is látszódnak. Műveiben egyre gyakrabban jelenik meg az erőteljes vonal, a kemény formák, szinte plakátszerű ábrázolási mód. Alakjai atlétaszerűek és erőteljesek.
Az első világháború ideje alatt visszatért a líraibb képekhez, ahol közeledett az expresszionista stílushoz. 1912-ben a debreceni vármegyeháza számára festett üvegablakokat. Későbbi képei eltávolodtak a kor vezető stílusirányzataitól: rajzos felfogású figurális kompozíciókat festett, amelyek stílusukban a klasszicizmus felé közelednek. Grafikai munkássága is igen jelentős. Erőssége volt a figurális kompozíció, portrék, aktok, állatok ábrázolása.
Legtöbb alkotását a Magyar Nemzeti Galéria őrzi, de vannak művei a Deák Gyűjteményben Székesfehérvárott és a Janus Pannonius Múzeumban Pécsett, továbbá magántulajdonban is.

## Kernstok és Derkovits
Derkovits Gyulát Kassák Lajos ajánlotta be Kernstok szabadiskolájába, ahol a tehetséges ifjú festő első ízben folytathatott komolyabb művészeti stúdiumokat.
Derkovits iránt Kernstok megkülönböztetett figyelmet tanúsított, s akkor, amikor a Tanácsköztársaság idején megbízták a nyergesújfalui művésztelep megszervezésével, Derkovits is leutazott oda pihenni és dolgozni.
Nyergesújfalun Derkovits idilli tájba helyezett aktokat rajzolt, s ez később „jól jött”, amikor a Tanácsköztársaság bukása után éppen Kernstok közvetítésével – az eredetileg kiszemelt ifjabb Kernstok Károly helyett – megbízták egy erotikus album, a Pandämonium elkészítésével, amit el is vállalt a megélhetés érdekében. 
Derkovits Kernstok-szabadiskolájában ismerkedett meg későbbi feleségével, az aktmodell Dombai Viktóriával (Vikivel). A házasságot Kernstok hozta tető alá. A Pesti Napló egyik 1922-es, Látogatás híres modelleknél című interjújában Viki az újság kérésére elmesélte, hogy a Kernstok mester »kért, hogy menjek hozzá, és segítsem ezt a fiút, mert magában bizony nem él meg. Így lettem én az uram első mecénása.«

## Galéria

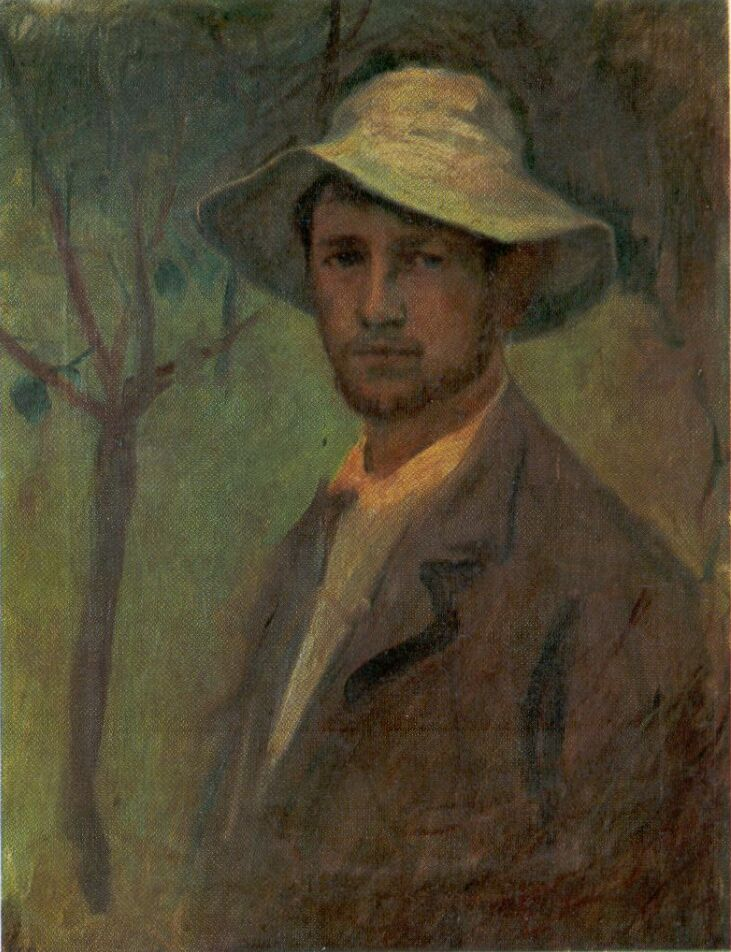
Kernstok Károly: Szalmakalapos önarckép
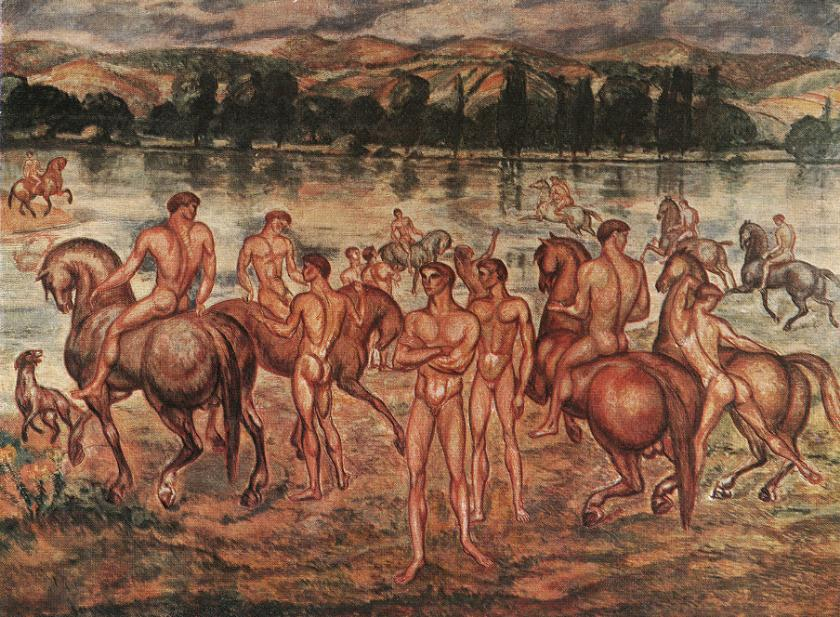
Kernstok Károly: Lovasok a vízparton
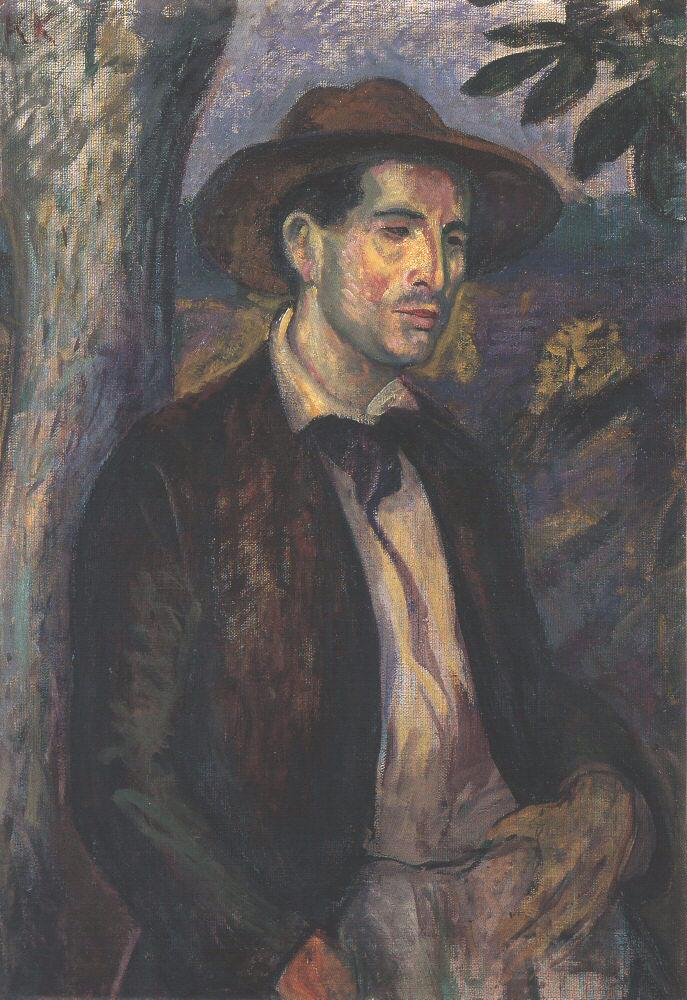
Kernstok Károly: Czóbel Béla szalmakalapos portréja
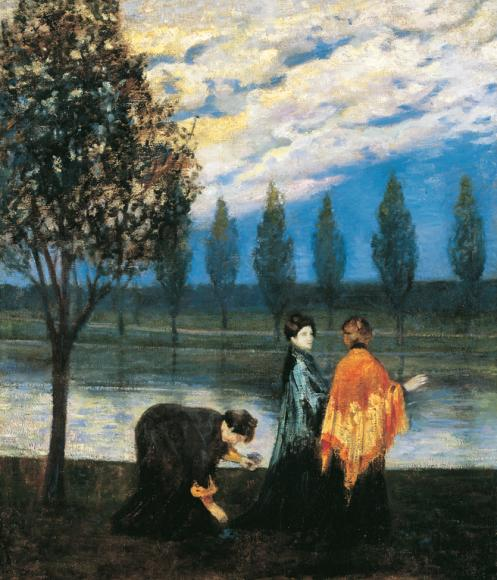
Kernstok Károly: Nők a folyó mentén (1909)
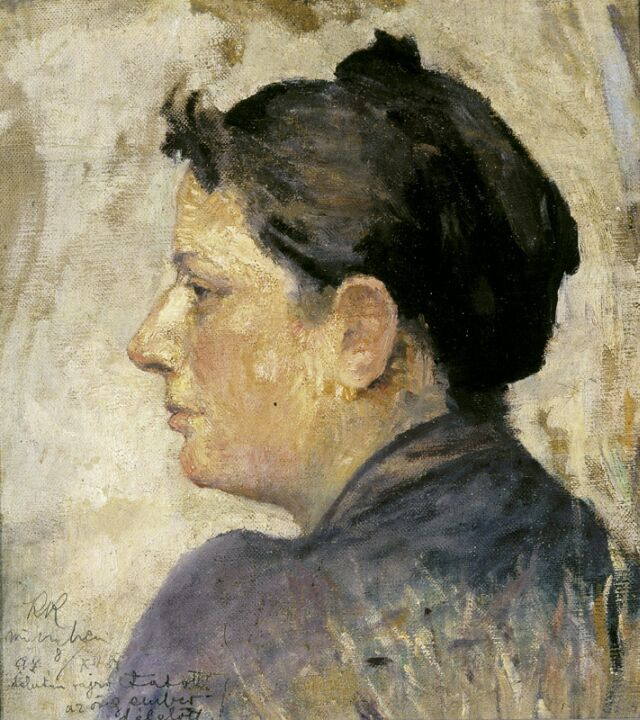
Kernstok Károly: Női portré (1897)
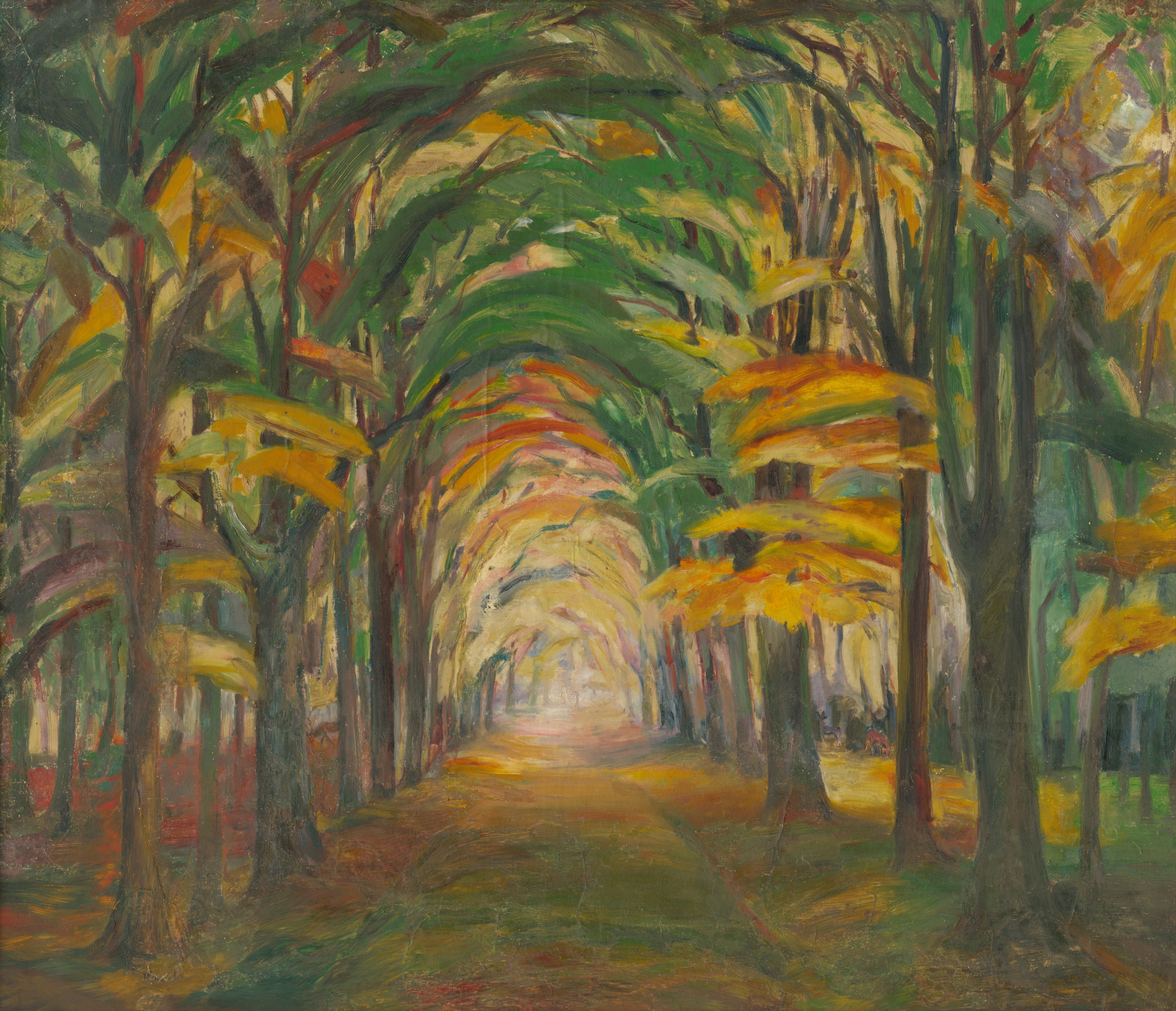
Kernstok Károly: Allé (1918)
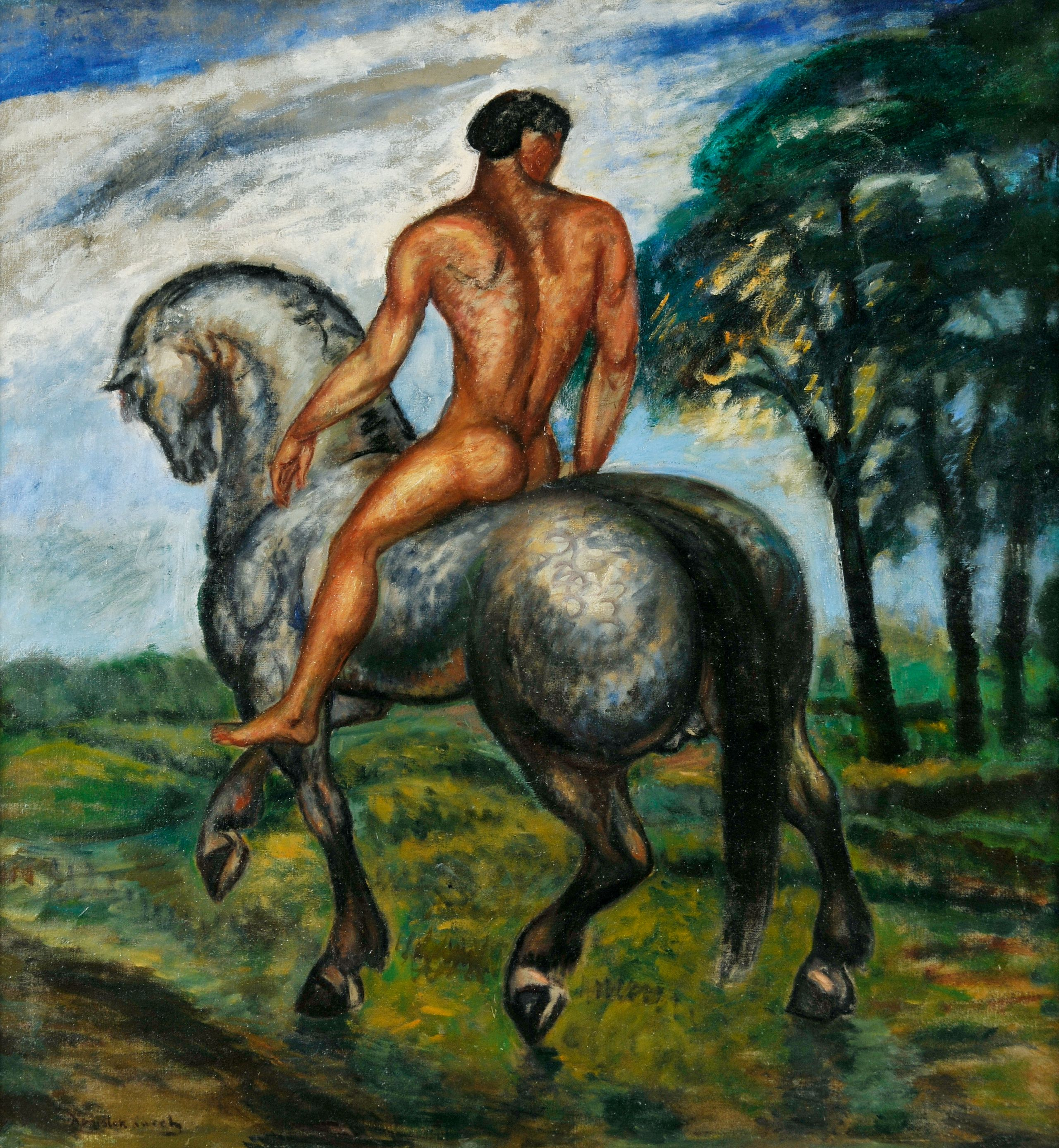
Kernstok Károly: Lovas a vízparton (1911)
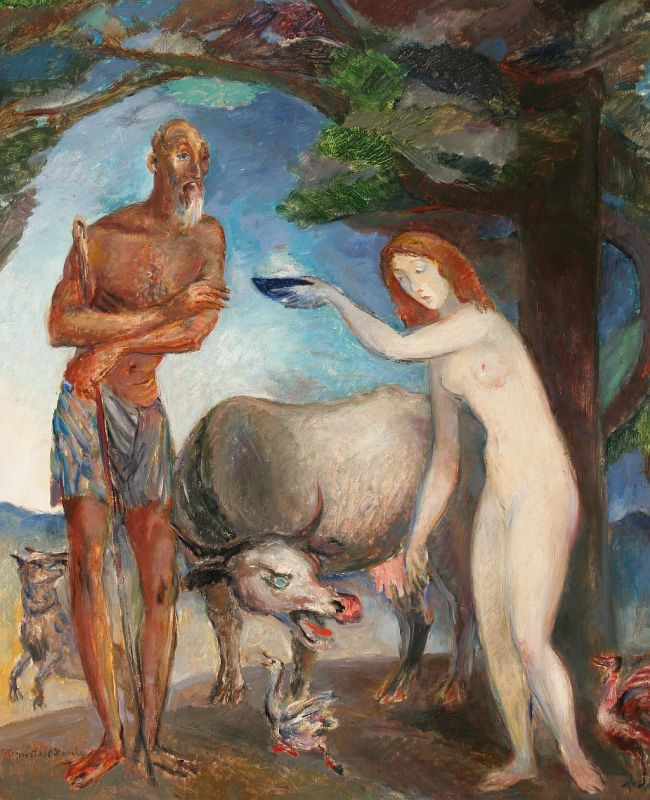
Kernstok Károly: Szent Antal megkísértése (1923)
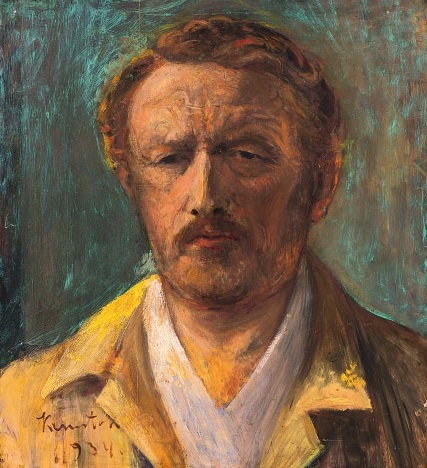
Kernstok Károly: Önarckép (1934)
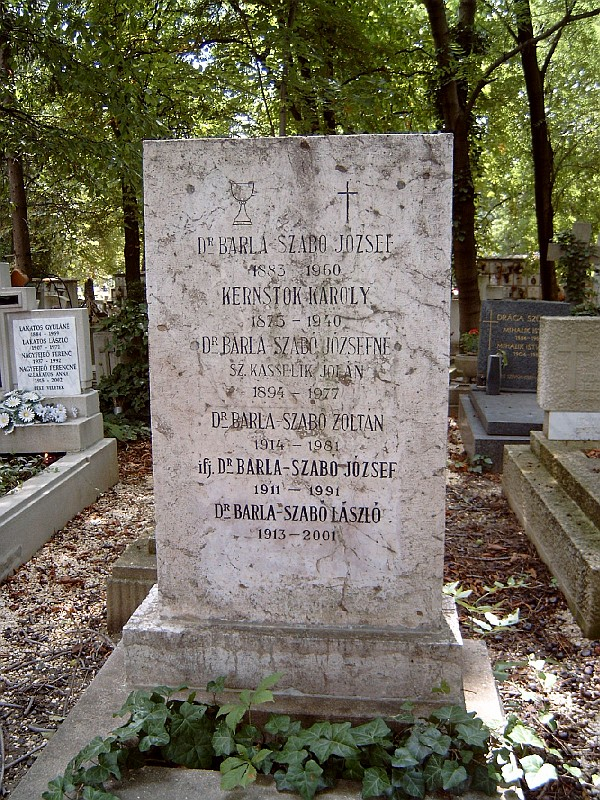
Kernstok Károly sírja Budapesten. Farkasréti temető: 41-2-39.

## Kiállításai
- 1911, Művészházban
- 1917, Ernst Múzeum 1922, Kassai Múzeum
- 1928, Ernst Múzeum
- 1951, Fővárosi Népművelési Központ, Emlékkiállítás

## Főbb művei
- Agitátor, 1897
- Hajóvontatók, 1897
- Szilvaszedők, 1901
- Lovasok a víz partján, 1910
- Zivatar, 1919
- Szép Heléna elrablása, 1933
- Sírbatétel, 1934

## Társasági tagság
- MIÉNK
- Nyolcak
- KÚT

## Díjai, elismerései
- Rudits-ösztöndíj (1904)
- Ráth-díj (1898)